# 紅雲町珈琲屋こよみ
『紅雲町珈琲屋こよみ』（こううんちょうコーヒーやこよみ）は、吉永南央による日本の推理小説のシリーズである。

## 概要
第1作「紅雲町のお草」は第43回オール讀物推理小説新人賞を受賞した。群馬県の紅雲町という町でコーヒー豆と和食器を商う「小蔵屋（こくらや）」の店主、76歳の杉浦草（すぎうら そう）が町で起こる謎を解くシリーズで、「お草さんシリーズ」とも呼ばれる。著者の吉永はシリーズ化を予定していなかったが、76歳の老婦人が主人公という設定にほれ込んだ編集者の熱意により、連作として書き続けられることになった。単行本・文庫本ともに表紙イラストは、イラストレーター・絵本作家の杉田比呂美が務める。発行部数は2012年12月時点でシリーズ累計30万部。
2015年4月29日に、NHK総合で特集ドラマとして富司純子主演でテレビドラマ化された。

## シリーズ一覧
| タイトル                                     | 単行本                                     | 文庫本                                                       | 収録作品 |
| -------------------------------------------- | ------------------------------------------ | ------------------------------------------------------------ | --- |
| (1)紅雲町ものがたり 【文庫改題】萩を揺らす雨 | 2008年1月 文藝春秋 ISBN 978-4-16-326650-3  | 2011年4月 文春文庫 ISBN 978-4-16-781301-7 （解説：大矢博子） | - 紅雲町のお草（『オール讀物』2004年11月号） - クワバラ、クワバラ（『オール讀物』2007年7月号） - 0と1の間（書き下ろし） - 悪い男（書き下ろし） - 萩を揺らす雨（『オール讀物』2006年10月号）                                                       |
| (2)その日まで                                | 2011年5月 文藝春秋 ISBN 978-4-16-380560-3  | 2012年11月 文春文庫 ISBN 978-4-16-781303-1                   | 全編書き下ろし - 如月の人形 - 卯月に飛んで - 水無月、揺れる緑の - 葉月の雪の下 - 神無月の声 - 師走、その日まで |
| (3)名もなき花の                              | 2012年12月 文藝春秋 ISBN 978-4-16-381860-3 | 2014年7月 文春文庫 ISBN 978-4-16-790135-6                    | - 長月、ひと雨ごとに（書き下ろし） - 霜月の虹（『オール讀物』2012年5月号） - 睦月に集う（書き下ろし） - 弥生の燈（ともしび）（書き下ろし） - 皐月の嵐に（書き下ろし） - 文月、名もなき花の（書き下ろし）                                          |
| (4)糸切り                                    | 2014年8月 文藝春秋 ISBN 978-4-16-390110-7  | 2016年12月1日 文春文庫                                       | - 牡丹餅（『別册文藝春秋』308号（2013年11月号〉） - 貫入（『別册文藝春秋』309号〈2014年1月号〉） - 印花（『別册文藝春秋』310号〈2014年3月号〉） - 見込み（『別册文藝春秋』311号〈2014年5月号〉） - 糸切り（『別册文藝春秋』312号〈2014年7月号〉） |
| (5)まひるまの星                              | 2018年3月 文藝春秋 ISBN 978-4167910303     | 2017年1月 文藝春秋 ISBN 978-4163905907                       | - 母の着物 - 探しもの - 冷や麦 - 夏祭り - まひるまの星 |
| (6)花ひいらぎの街角                          |                                            | 2019年6月6日 文春文庫                                        | - 花野 - インクのにおい - 染まった指先 - 青い真珠 - 花ひいらぎの街角 |
| (7)黄色い実                                  |                                            | 2020年9月2日 文春文庫                                        | - 小春日和 - 颪（おろし）の夜 - 宿り木 - 帽子と嵐 - 黄色い実 |
| (8)初夏の訪問者                              |                                            | 2021年10月6日 文春文庫                                       | - 初夏の訪問者 - 蜘蛛の網 - ががんぼ - 遥かな水音 - 風ささやく |
| (9)月夜の羊                                  |                                            | 2022年10月5日 文春文庫                                       | - 昼花火 - 桜が一緒 - ストーブと水彩絵の具 - コツン、コツン - 月夜の羊 |
| (10)薔薇色に染まる頃                         |                                            | 2023年9月5日 文春文庫                                        | - 長い約束 - メジャーと竹尺 - 湖に降る - 神様の羅針盤、くまの寝息 - 薔薇色に染まる頃 |
| (11)雨だれの標本                             |                                            | 2023年10月6日 文春文庫                                       | - 雨だれの標本 - 別のお願い - 狐雨は嵐の晩に - 消えた場所まで - たずね人の午後 |
| (12)時間の虹                                 |                                            | 2024年10月28日 文春文庫 ISBN978-4-163-91907-2                | - 友とテーブルで - 山の頂、梅の園ー七年後ー - それぞれの昼下がり - 森に眠るサンゴー七年間、語られなかったことー - 時間の虹 |

## 登場人物
杉浦 草（すぎうら そう）
紅雲町で和食器とコーヒー豆を商う「小蔵屋」を営む。試飲としてコーヒーを無料で1杯飲めるサービスが人気。店は天井が高く、太い梁と白い漆喰が印象的な古民家風の造りになっている。第1作時点で数え年で76歳になる。毎朝、散歩を兼ねて河原の祠と丘陵の観音、三つ辻の地蔵に手を合わせるのが日課。
「小蔵屋」は元々、明治の終わりに草の祖父が日用雑貨店を始めて以来、畑で採れた野菜から調味料、長靴、駄菓子などを売る田舎の雑貨屋として続いてきた。
熱病のような恋愛の末に、家族の反対を押し切って山形の旧家に嫁いだが、29歳で離婚し実家に戻って家業を手伝ってきた。息子・良一（りょういち）をもうけたが、嫁ぎ先では育児をさせてもらえず、使用人兼乳母の女性が唯一、家族の目を忍んで良一と会わせてくれた以外は、屋敷の離れで寂しく暮らしていた。離縁を切り出された時には既に後妻が決まっていた。良一は夫に取り上げられたが、3歳の時に用水路で溺れ死んだ。今でも折々に良一を思い出しては、引き取っていたら死なせずにすんだろうかと後悔と罪の意識に苛まれる。
両親が立て続けに亡くなってだいぶ経った65歳の時に、古い民家から古材を譲り受けて、現在の店構えに建て替え、商売を一新した。市内に大型日用雑貨店が増えたことも鞍替えする後押しとなった。男物の黒いコウモリ傘を晴雨兼用の傘として日常使いしている。「ありがとうございました」と言う時に「とう」の部分がぴょんと跳ねる。
森野 久実（もりの くみ）
小蔵屋の店員。27歳。学生時代はスキー選手だった。東京で勤めていた会社が倒産し、故郷に帰り、3年前から小蔵屋に勤めている。
由紀乃（ゆきの）
草の幼なじみ。脳梗塞の後遺症で左半身がやや不自由で、コーヒーは苦手なため店に来ることはないが、草がたびたび手料理を差し入れしておしゃべりに興じる。宮崎に息子が、名古屋に娘がいる。脳梗塞の再発、物忘れの進行を心配する息子から宮崎に誘われたものの、住み慣れた街を離れたくないと思っていたが、空き巣に狙われていたことが決め手となり、宮崎へ引っ越した。
寺田（てらだ）
小蔵屋と取引する運送屋。娘が2人いる。
草が「バクサン」と呼ぶ父・博三（ひろぞう）は、紅雲町の隣の市で40年前から和風フレンチレストラン「ポンヌフアン」を経営しており、草はそこでコーヒーの修業をした。

## ラジオ番組
本作の舞台となる群馬県のコミュニティFM局ラジオ高崎にて、2011年7月11日より『萩を揺らす雨』が全15回にわたって朗読された。

## テレビドラマ
2015年4月29日、NHK「特集ドラマ」でテレビドラマ化された。主演の富司純子は、本作のために髪を脱色して撮影に臨んだ。撮影は、2014年12月中旬から2015年1月まで、群馬県や埼玉県秩父市で行われたが、ドラマの舞台は「北関東の町」とぼかされている。また、富司は元々コーヒーは苦手だったが、かつて共演した高倉健に薦められ飲めるようになったという。

### キャスト
- 杉浦草 - 富司純子
- 寺田 - 吉沢悠
- 森野久実 - 秋元才加
- 大竹 - 成河
- 水橋研二
- 清瀬小枝子 - 新妻聖子
- 小宮山真知子 - 映美くらら
- 平田満
- 由紀乃 - 岩本多代
- 松井 - 橋爪功

### スタッフ
- 原作 - 吉永南央 『萩を揺らす雨 紅雲町珈琲屋こよみ』『その日まで 紅雲町珈琲屋こよみ』（文藝春秋）
- 脚本 - 相沢友子
- 音楽 - 伊藤ゴロー
- 演出 - 藤並英樹
- 制作統括 - 陸田元一